# پیر مولینریس
پیر مولینریس (انگلیسی: Pierre Molinéris; زاده ۲۱ مهٔ ۱۹۲۰ – درگذشته ۷ فوریهٔ ۲۰۰۹) دوچرخه‌سوار اهل فرانسه بود.